# Wiese (Grünland)

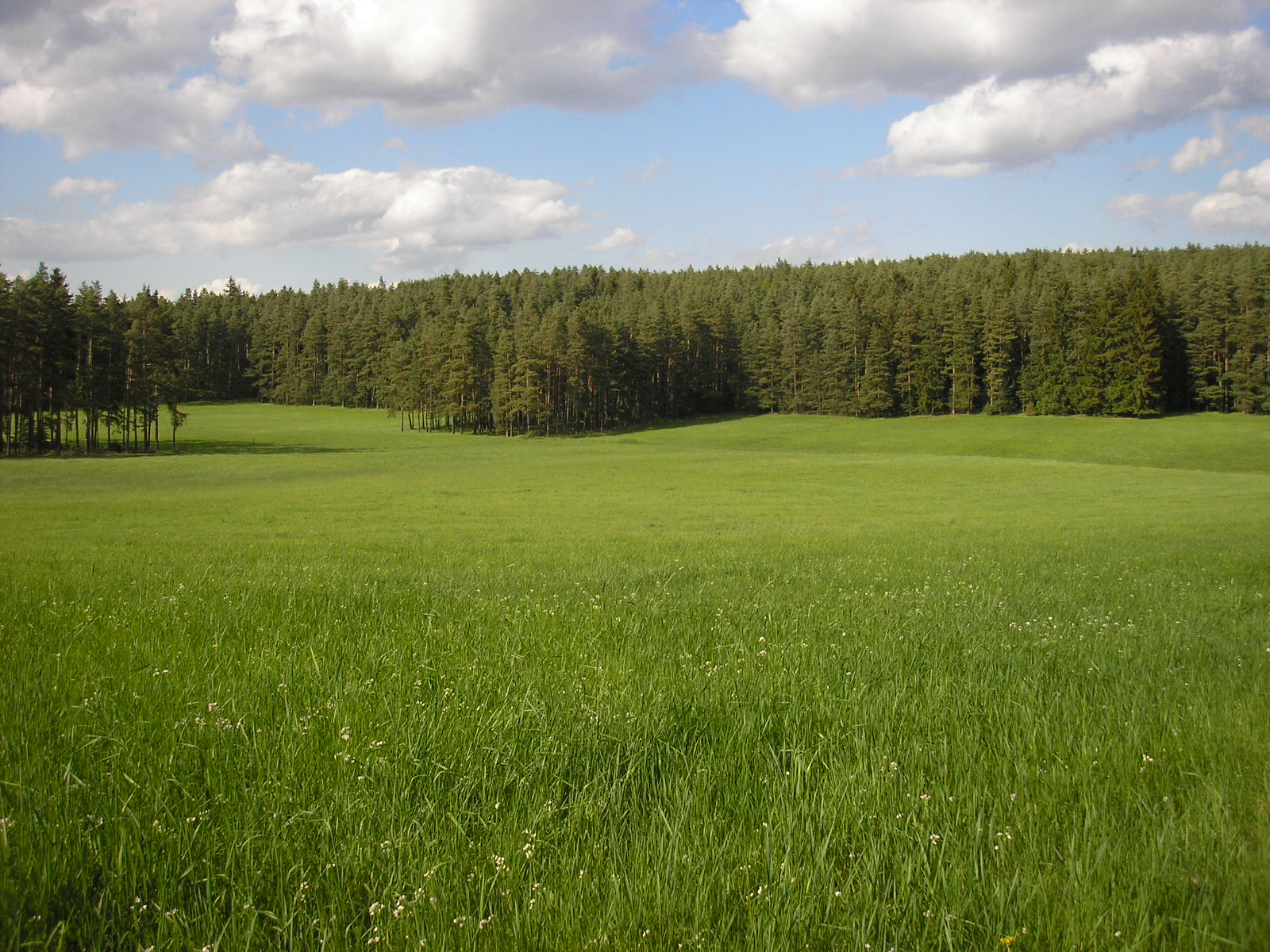
Hochlandwiese

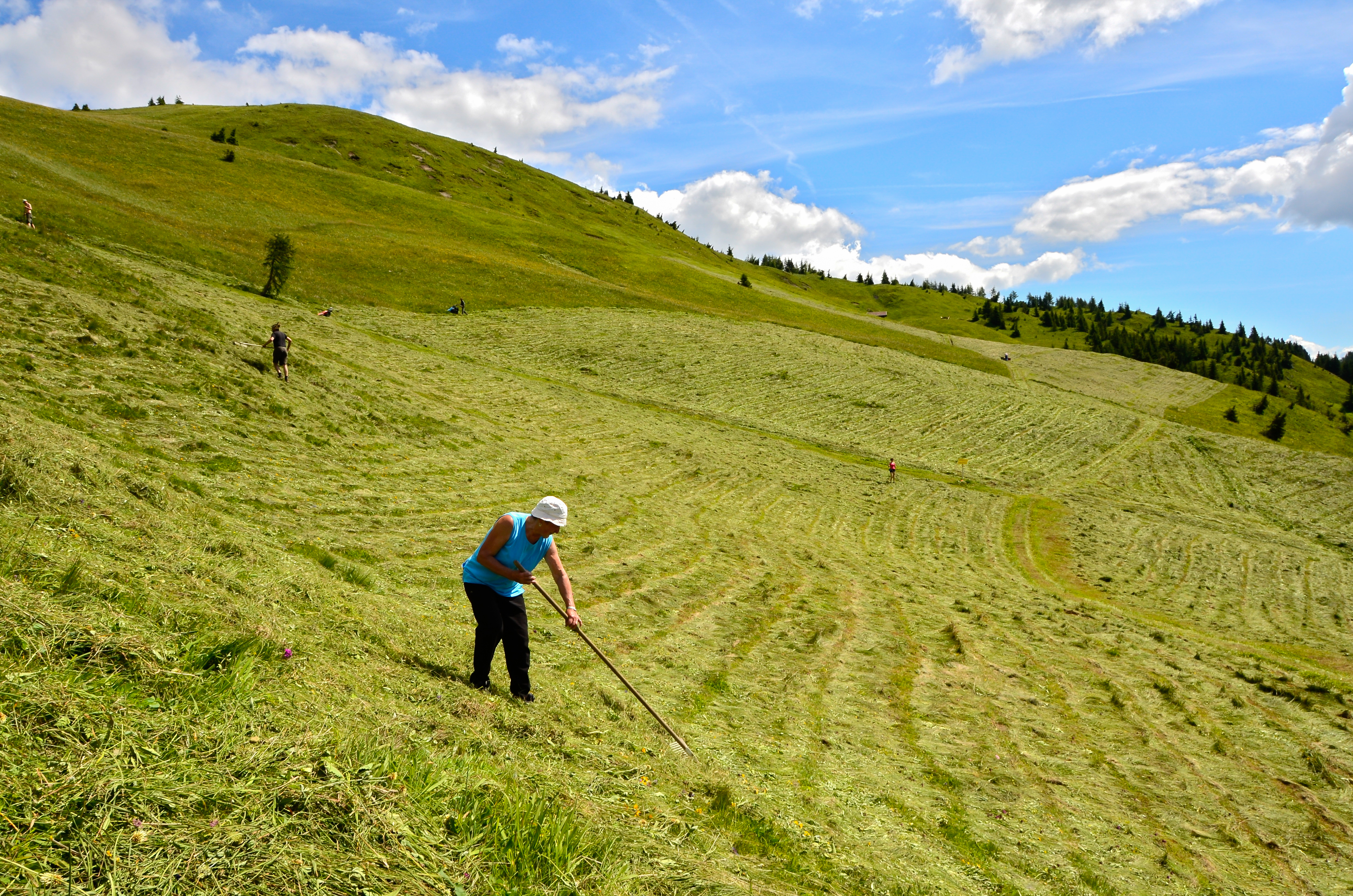
Mit dem Balkenmäher gemähte Mähwiese, auf der nach dem Trocknen des gemähten Grases Heu geerntet wird

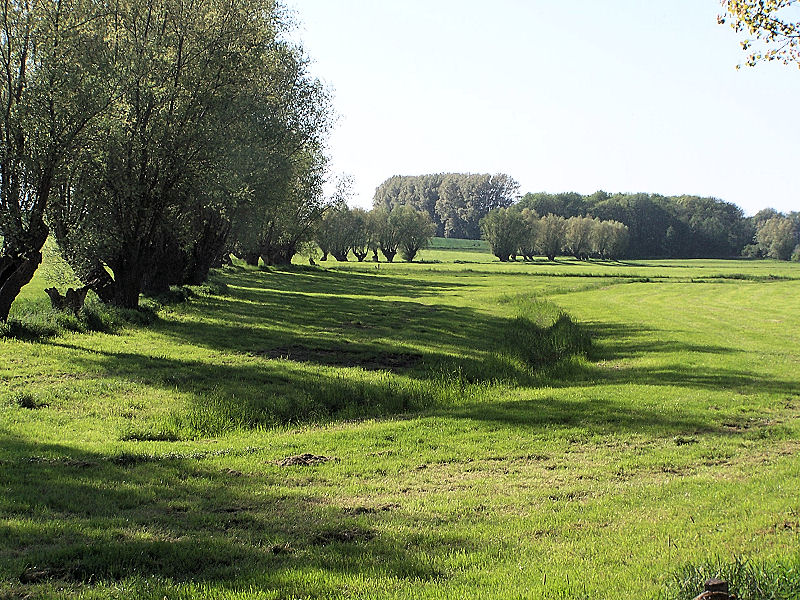
Feuchtwiesen bei Wismar

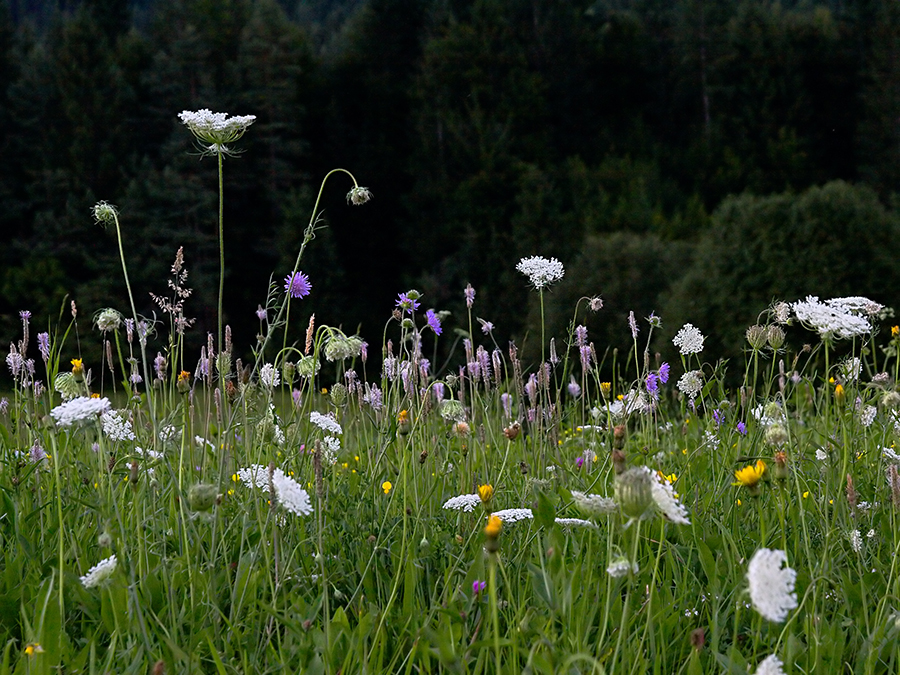
Einblick in eine Bergwiese

Als Wiese im engeren Sinne wird landwirtschaftliches Grünland bezeichnet, das im Gegensatz zur Weide nicht durch das Grasen von Tieren, sondern durch Mähen zur Erzeugung von Heu oder Grassilage genutzt und erhalten wird.
Im weiteren Sinne bezeichnet Wiese allgemein eine grasbewachsene, „meist größere“ Fläche.
Der Lebensraum Wiese kann abhängig von der Bewirtschaftungsweise vielen Tier- und Pflanzenarten eine Heimat bieten. Die Artenzusammensetzung unterscheidet sich je nach Bewirtschaftung und Standort teils sehr stark. Bei der regelmäßigen Mahd (Mähen) wird die Verbuschung und anschließende Waldentstehung verhindert. Wiesen sind wie die Weiden ein Lebensraum, der seit einigen Jahrtausenden durch den Menschen geschaffen und erhalten wird. Man spricht daher von einer Halbkulturformation.

## Charakteristik
Durch den Selektionsdruck der Mahd werden Pflanzen begünstigt, die mit dem häufigen Schnitt und der hohen Lichteinstrahlung gut zurechtkommen, unter anderem viele Gräser. Aufgrund der regelmäßigen Mahd werden mehrjährige Pflanzen (perennierend, Stauden) gegenüber einjährigen Pflanzen bevorzugt. Sie überdauern die Winter und vermehren sich vegetativ. Ihre Samen sind in der Regel Lichtkeimer.
Bestimmte Pflanzen, wie zum Beispiel die Disteln, fehlen den Wiesen, während sie auf Weiden vom Vieh gemieden werden und nicht vom Schnitt beeinträchtigt werden. Die Artenvielfalt auf einer Wiese wird wesentlich bestimmt durch die Häufigkeit des Mähens.
Natürlich würden Wiesen unter heutigen Verhältnissen in Mitteleuropa nicht mehr entstehen und erhalten bleiben. Sie weisen dennoch Ähnlichkeiten mit Steppen und Waldsteppen, zu alpinen Matten und Rasen sowie zu Magerwiesen bzw. Trockenrasen auf, die im Volksmund manchmal auch als Wiesen bezeichnet werden, da sie vornehmlich aus krautigen Pflanzen wie Süßgräsern bestehen.

## Typen von Wiesen
- Blumenwiese
- Magerrasen, Fettwiese
- Trockenrasen, Feuchtwiese
- Salzwiese

Sonderformen sind:
- Streuwiese: Feuchtwiese zur Produktion von Einstreu für die Tierhaltung (heute nur noch Relikte)
- Streuobstwiese: Wiese oder Weide mit verschiedenen Obstbaumsorten in Hochstammform (traditioneller Obstbau, hat nichts mit Einstreu zu tun)
- Laubwiesen: Wiesen in intensiv genutzten lichten Wäldern, den historischen Waldweiden ähnlich; vor allem in Südskandinavien und im Baltikum (baltische Laubwiese)
- Sportlich genutzte Wiesen für manche Rasensportarten z. B. Volleyball, Swingolf oder Fußball

## Wiesenpflege
Die Wiesenpflege stellt eine pflanzenbauliche Maßnahme zur Verbesserung der Grünlandfläche dar. Zu ihren wesentlichen Elementen zählen das Walzen, das Abschleppen, das Eggen/Striegeln sowie die Nachmahd.

## Tierbesiedelung
- Die Bodenregion und das unterste Stockwerk sind von Grabern, Läufern (Laufkäfer, Asseln, Tausend- und Hundertfüßer) und Kletterern (Wolfsspinnen, Ameisen) besiedelt.
- Im Mittleren Stockwerk findet man die obligaten Pflanzenbewohner (Zikaden, Heuschrecken, Blattläuse, Ameisen, Marienkäferlarven).
- In der blütenreichen Oberschicht leben Wiesen- und Blütengäste (Hummeln, Bienen, Raubwanzen).

### Unterirdische Wühler
Die Beteiligung von unterirdisch wühlenden Wirbeltieren bewirkt eine Bodenveränderung.
Wühltiere haben einen langgestreckten Körperbau und eine kurze, wasserabweisende Behaarung.
Mit kräftigen Grabschaufeln durchwühlen sie den Boden wie z. B. der Maulwurf.
Die Gänge des Maulwurfs und der Mäuse sind eine Schädigung des Wurzelwerks von niederstehenden Gräsern.
Durch Wühler wird die Wiese vielgestaltiger. Durch hohe Feldmauspopulation lockt man tag- und nachtaktive Räuber, wie Vögel (Turmfalke, Mäusebussard) und Säuger (Wiesel, Fuchs) an.

### Wiesentiere
Lebensbedingungen:
Die alles beherrschende Mahd diktiert die Randbedingungen für das Tierleben. Bei der Mahd mit Konditionierern wird ein Großteil der Insekten im Mähgut getötet.
Die bei der Regeneration des Grünbestands nach einer Mahd aufwachsenden nährstoffreichen Jungpflanzen begünstigt manche pflanzenfressende Insekten, wie beispielsweise Wanzen.
Blütenbesuchende Insekten (wie beispielsweise Schmetterlinge oder Wildbienen), Insekten, die in Pflanzenteilen leben (oder in ihnen überwintern) oder solche, die auf eine ausreichend dicke Streuschicht angewiesen sind, können sich nicht auf Dauer halten, sofern keine zeitweise ungemähten Bereiche verbleiben. Derartige bei jeder Mahd räumlich wechselnden Bereiche sind ein sehr einfaches Mittel, um die biologische Vielfalt in Wiesen zu fördern. Bodenbewohner finden dagegen das ganze Jahr über einen ihnen zusagenden Lebensraum.

### Wiesenvögel

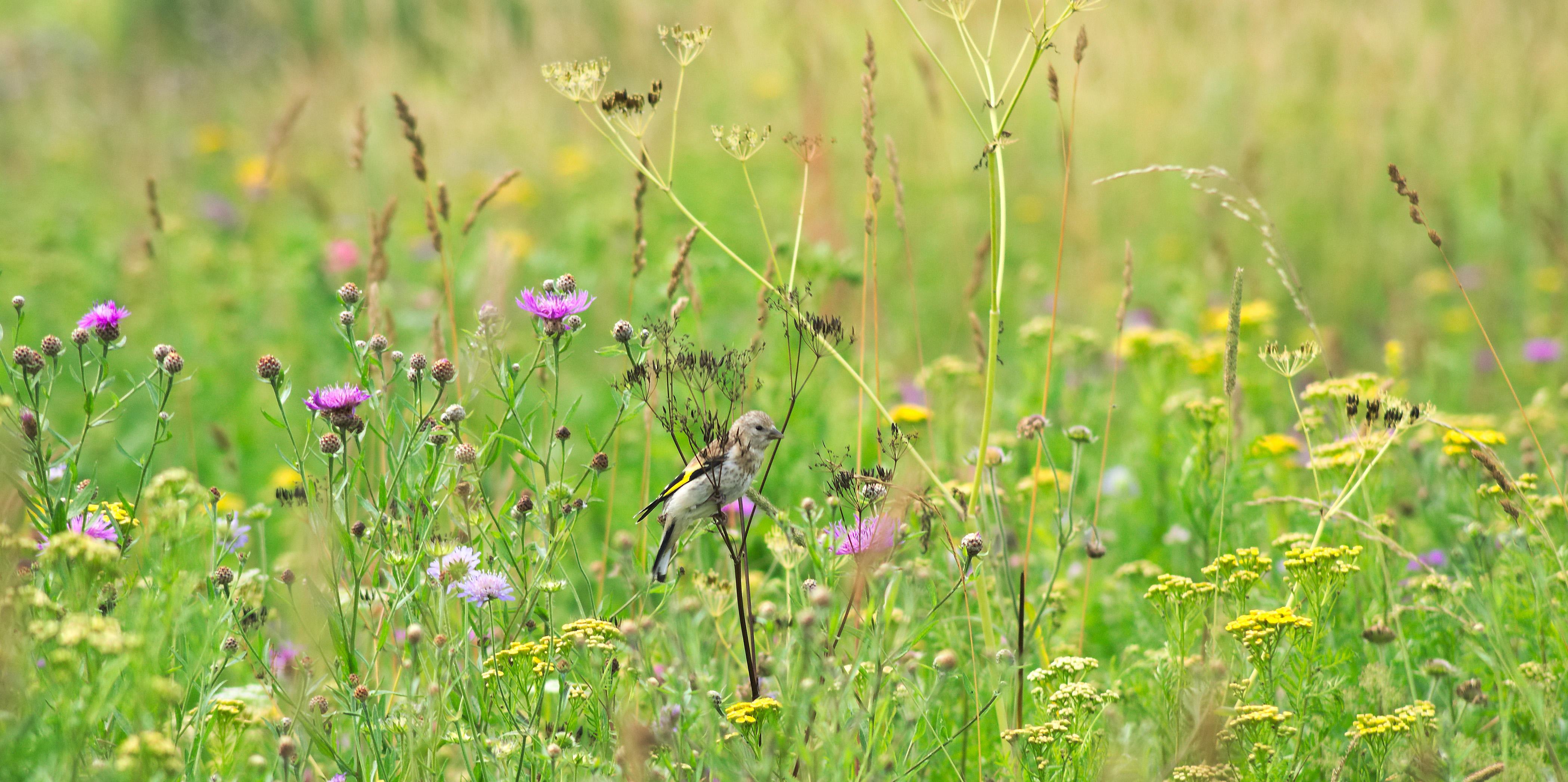
Lebende Wiese, Bitza-Park

Auf Wiesen wird man zum einen solche Vögel zu Gesicht bekommen, die auf der Wiese nur nach Nahrung suchen (z. B. Amseln). Zum anderen gibt es viele typische Wiesenbrüter, die im Nestbau sehr geschickt sind. Beispielsweise der Wiesenpieper, der ein gut verstecktes, halbkugeliges, haargepolstertes Nest formt. Weitere Wiesenbrüter sind das Braunkehlchen, die Feldlerche, die Wachtel oder die Ammern.

## Anpassung

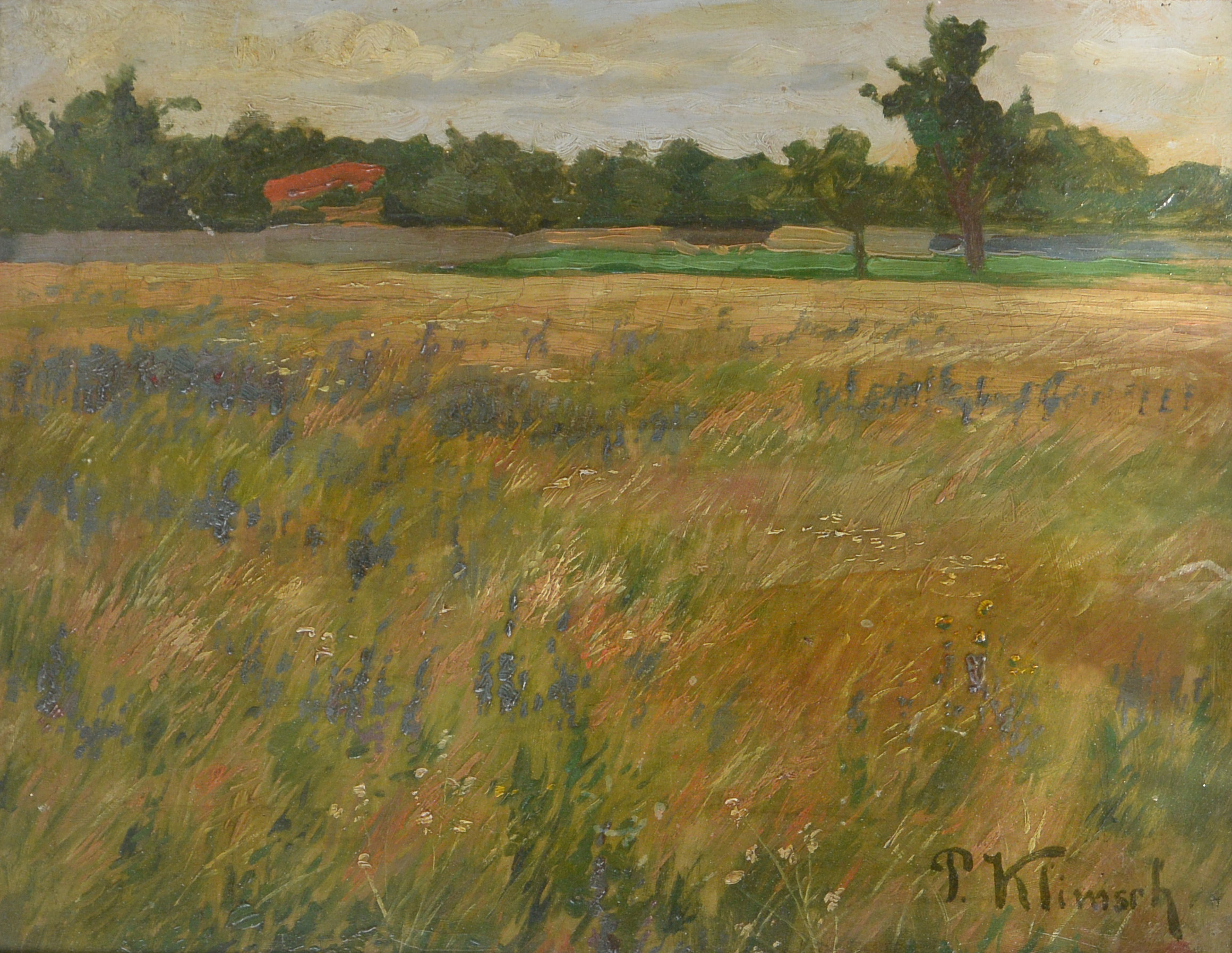
Taunuswiesen von Paul Klimsch (1868–1917)

Um mit dem zentralen Standortfaktor Mahd fertigzuwerden, müssen sich Pflanzen und Tiere gut anpassen. Sie können beispielsweise zwischen den Mahddurchgängen rasch wachsen, schnell blühen und fruchten. Andere entwickeln sich so, dass sie gerade kurz vor der ersten Mahd fruchten oder sich erst im zweiten Wiesen-Hochstand entwickeln.
Wiesen- und Weidenpflanzen waren von Haus aus diesen vom Menschen aufgeworfenen Bedingungen zufällig angepasst und haben sich deshalb gehalten.
Auf Wiesen und Weiden behaupten sich nur jene Pflanzen, die dieser ständigen Mahd gut angepasst sind. Sie müssen sich auch ungeschlechtlich vermehren können, wie z. B. viele Gräser.
Auch viele auffallend blühende Wiesenpflanzen zeigen Anpassungen. Beispielsweise bildet der Löwenzahn schon vor der ersten Mahd Samen aus. Andere Pflanzen bilden vorerst nur Blattrosetten oder Kriechtriebe und wachsen erst nach dem ersten Schnitt, um dann aber gleich Samen auszubilden (Wilde Möhre).
Die Herbstzeitlose blüht nach dem zweiten Schnitt, bildet ihre Samen aber erst im folgenden Jahr aus.